# Garra naganensis
Garra naganensis är en fiskart som beskrevs av Hora 1921. Garra naganensis ingår i släktet Garra och familjen karpfiskar. IUCN kategoriserar arten globalt som livskraftig. Inga underarter finns listade i Catalogue of Life.